# Bårsjön (Risinge socken, Östergötland)
Bårsjön är en sjö i Finspångs kommun i Östergötland och ingår i Motala ströms huvudavrinningsområde.